# Љута (Конавле)
Љута је насељено место у саставу општине Конавле, Дубровачко-неретванска жупанија, Република Хрватска.

## Име
Насеље Љута је добило име по истоименој реци Љута.

## Географски положај
Насеље Љута је смештено под планином Снијежницом у близини Конавоског поља, око 3 км северно од места Груда. Остала околна насеља су: Дунаве, Ловорно, Застоље, Придворје, Дубравка, Паље Брдо, Радовчићи и Водовађа.

## Историја
До територијалне реорганизације у Хрватској налазила се у саставу старе општине Дубровник.

## Становништво
На попису становништва 2011. године, Љута је имала 194 становника.
| Број становника по пописима | Број становника по пописима | Број становника по пописима | Број становника по пописима | Број становника по пописима | Број становника по пописима | Број становника по пописима | Број становника по пописима | Број становника по пописима | Број становника по пописима | Број становника по пописима | Број становника по пописима | Број становника по пописима | Број становника по пописима | Број становника по пописима | Број становника по пописима |
| --------------------------- | --------------------------- | --------------------------- | --------------------------- | --------------------------- | --------------------------- | --------------------------- | --------------------------- | --------------------------- | --------------------------- | --------------------------- | --------------------------- | --------------------------- | --------------------------- | --------------------------- | --------------------------- |
| 1857                        | 1869                        | 1880                        | 1890                        | 1900                        | 1910                        | 1921                        | 1931                        | 1948                        | 1953                        | 1961                        | 1971                        | 1981                        | 1991                        | 2001                        | 2011                        |
| 248                         | 255                         | 276                         | 291                         | 282                         | 239                         | 207                         | 206                         | 208                         | 215                         | 194                         | 213                         | 201                         | 214                         | 192                         | 194                         |

### Попис1991.
На попису становништва 1991. године, насељено место Љута је имало 214 становника, следећег националног састава:
| Попис 1991.‍ | Попис 1991.‍ | Попис 1991.‍ | Попис 1991.‍ | Попис 1991.‍ |
| ----------- | ----------- | ----------- | ----------- | ----------- |
|             |             |             |             |             |
| Хрвати      | Хрвати      |             | 208         | 97,19%      |
| Муслимани   | Муслимани   |             | 4           | 1,86%       |
| Срби        | Срби        |             | 1           | 0,46%       |
| остали      | остали      |             | 1           | 0,46%       |
| укупно: 214 |             |             |             |             |

## Привреда
Једина грана привреде је пољопривреда.